# Witold Abramowicz (naukowiec)
Witold Abramowicz (ur. 1954) – polski naukowiec, profesor nauk ekonomicznych, kierownik Katedry Informatyki Ekonomicznej UEP. Konsul honorowy Węgier w Poznaniu.
W 2019 roku otrzymał Krzyż Kawalerski Orderu Odrodzenia Polski.

## Edukacja
W 1978 ukończył studia na kierunku elektrotechnika na Politechnice Poznańskiej. W 1985 uzyskał stopień naukowy doktora nauk ekonomicznych w zakresie ekonomii na Politechnice Wrocławskiej. W 1992 uzyskał stopień naukowy doktora habilitowanego nauk informatycznych w zakresie informatyki na Uniwersytecie Humboldtów w Berlinie. W 2009 otrzymał tytuł profesora nauk ekonomicznych.

## Monografie
- Filtrowanie informacji, Poznań 2008